# Us and Them (série télévisée)
Pour les articles homonymes, voir Us and Them.
Us & Them est une série télévisée américaine en sept épisodes de 22 minutes créée par James Corden et Ruth Jones basée sur la série britannique Gavin & Stacey (en), développée par David J. Rosen qui était initialement prévue pour la mi-saison 2013–2014 sur le réseau Fox et au Canada sur Citytv mais qui n'a jamais été diffusée à la télévision. Elle a finalement été diffusée en Afrique du Sud sur M-Net en septembre 2014, et finalement mise en ligne le 1er octobre 2018 sur le service Sony Crackle.
Cette série est inédite dans tous les pays francophones.

## Distribution

### Acteurs principaux
- Jason Ritter : Gavin
- Alexis Bledel : Stacey
- Ashlie Atkinson (en) : Nessa, meilleure amie de Stacey
- Michael Ian Black (en) : Brian, oncle de Stacey
- Dustin Ybarra (en) : Chris « Archie » Archuletta
- Jane Kaczmarek : Pam
- Kurt Fuller : Michael
- Kerri Kenney-Silver : Gwen

### Acteurs récurrents et invités
- Aasif Mandvi : Dave Coaches, ex de Nessa
- Jim Gaffigan : voisin
- John Carroll Lynch : Ed, père de Nessa

## Fiche technique
- Réalisateur du pilote : Michael Patrick Jann
- Producteurs exécutifs : David J. Rosen, Jane Tranter, Julie Gardner, James Corden et Ruth Jones (Steve Coogan et Henry Normal pour Baby Cow Productions)
- Société de production : Sony Pictures Television et BBC Worldwide Productions.

## Développement

### Production
En septembre 2009, Stacy Traub et Hayes Jackson ont initialement prévu d'importer la série britannique aux États-Unis sur le réseau ABC, mais le projet n'a pas abouti. Le projet a resurgit en octobre 2012 par David J. Rosen pour le réseau Fox, dont le pilote a été commandé en janvier 2013 sous le titre Family & Friends.
La série a été commandée le 8 mai 2013 sous son titre actuel puis l'a relégué cinq jours plus tard pour la mi-saison, soit en avril 2014.
Le 4 octobre 2013, la production a pris une pause après le tournage du sixième épisode alors qu'elle était initialement prévue après le huitième. Le 11 octobre 2013, Fox réduit sa commande à six épisodes, mettant fin à la production.
Le 9 juin 2014, Vulture annonce que Fox n'a aucune intention de diffuser la série. Produite par Sony, elle pourrait se retrouver sur son service Crackle ou autres services de vidéo en ligne.

### Casting
Les rôles ont été attribués dans cet ordre : Jason Ritter, Dustin Ybarra, Alexis Bledel, Kerri Kenney-Silver, Kurt Fuller et Ashlie Atkinson et Jane Kaczmarek.
En août 2013, Michael Ian Black qui était figurant dans le pilote, a été promu régulier alors que Aasif Mandvi décroche un rôle récurrent. Jim Gaffigan et John Carroll Lynch décrochent aussi un rôle le temps d'un épisode ou plus.

## Épisodes
1. Pilot
2. Crunch & Brunch
3. Snowmen & Wingmen
4. Together & Apart
5. Corn & Cancer
6. Coeds & Carburetors
7. Upstairs & Downstairs